# Sztuka grecka w okresie klasycznym

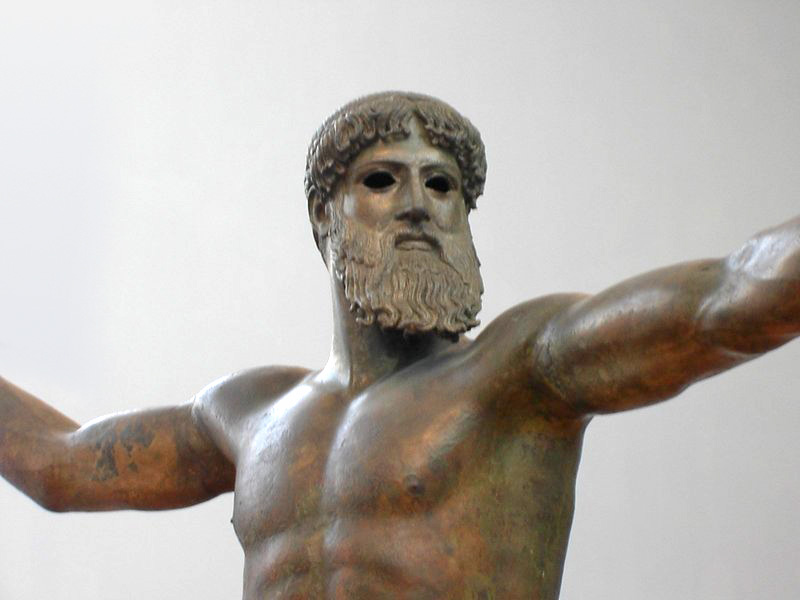
Brązowy posąg Posejdona rzucającego trójzębem, ok. 450 p.n.e. (Narodowe Muzeum Archeologiczne, Ateny)

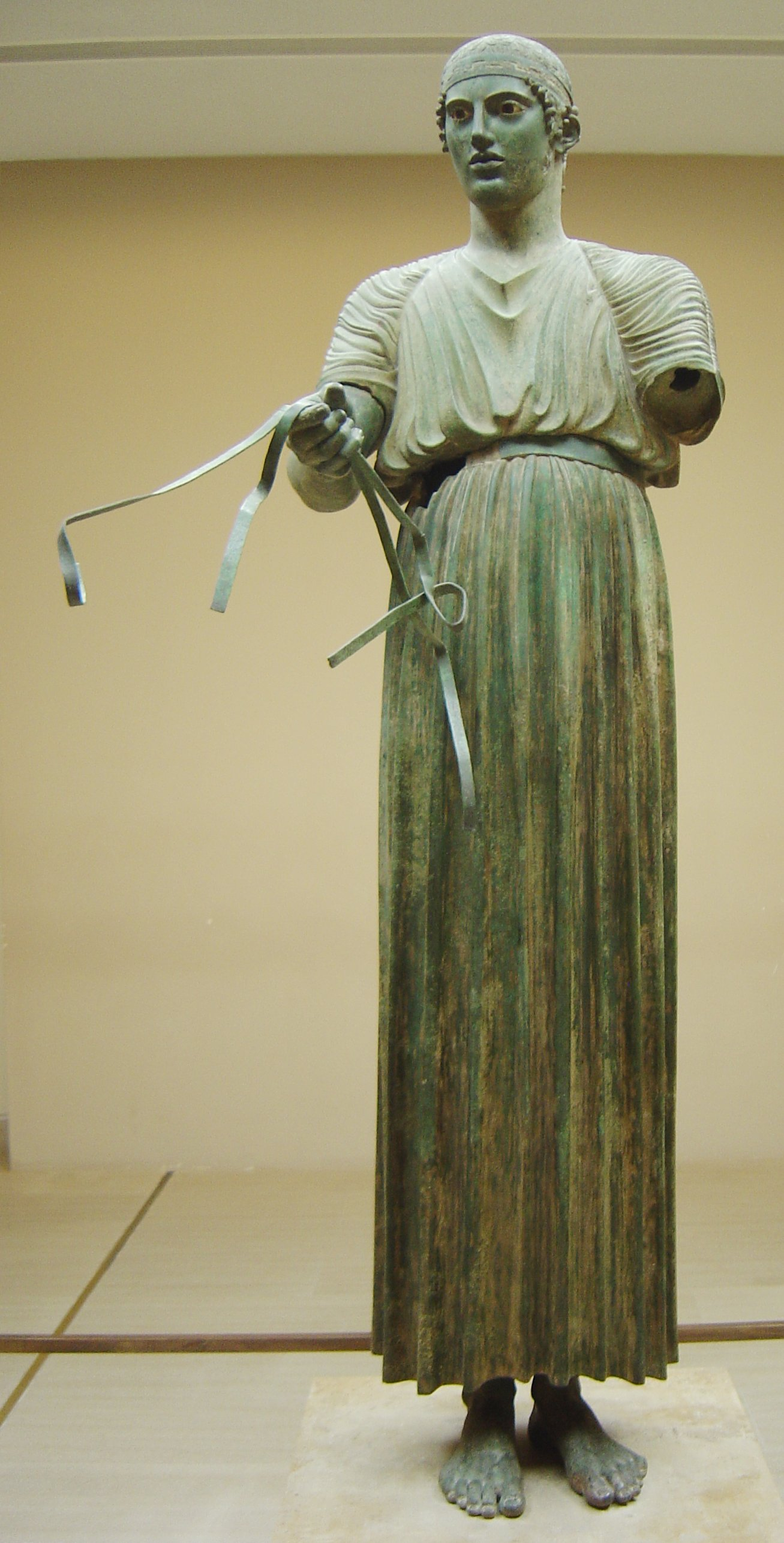
Brązowy posąg woźnicy, ok. 475 p.n.e. (Muzeum, Delfy)

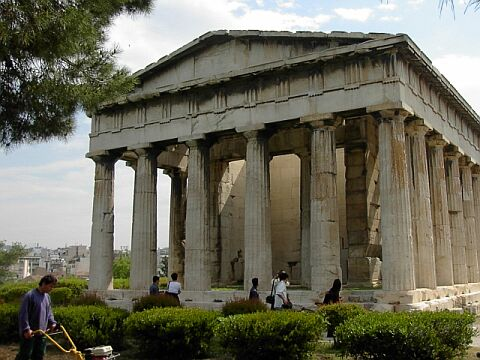
Dorycka świątynia Hefajstosa w Atenach (Thesejon)

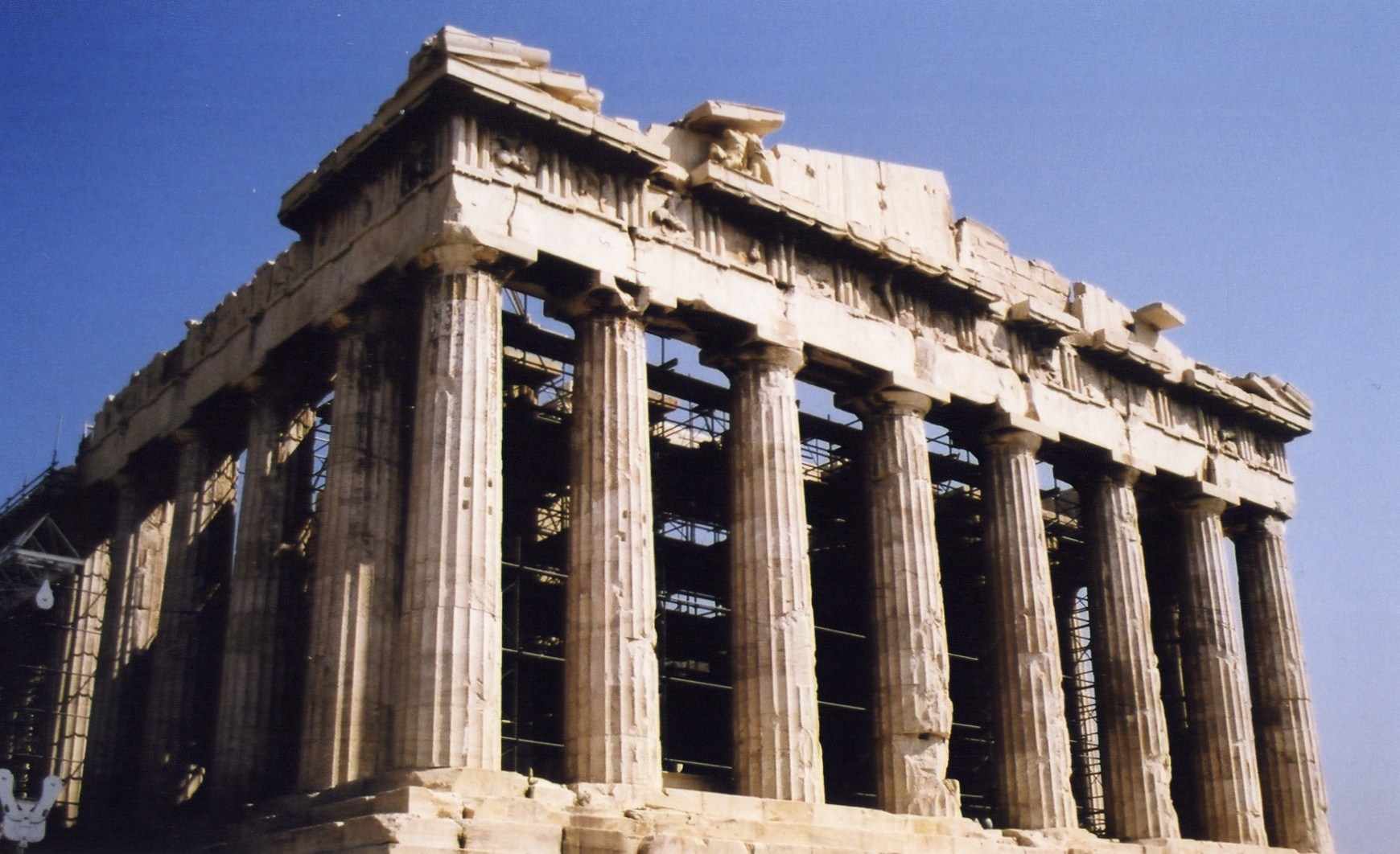
Partenon

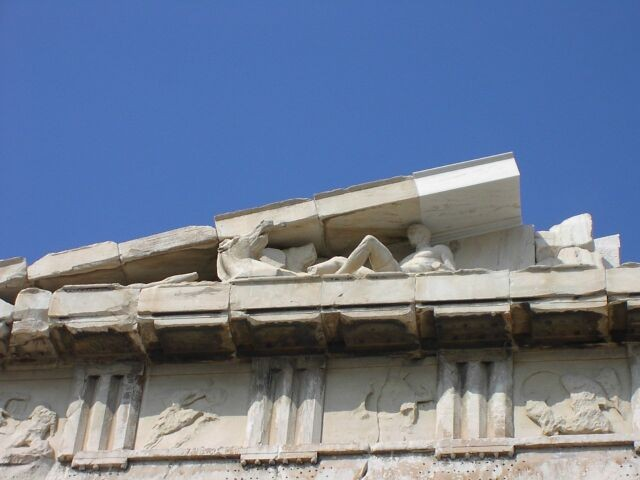
Partenon – fragment tympanonu i fryzu (tryglify)

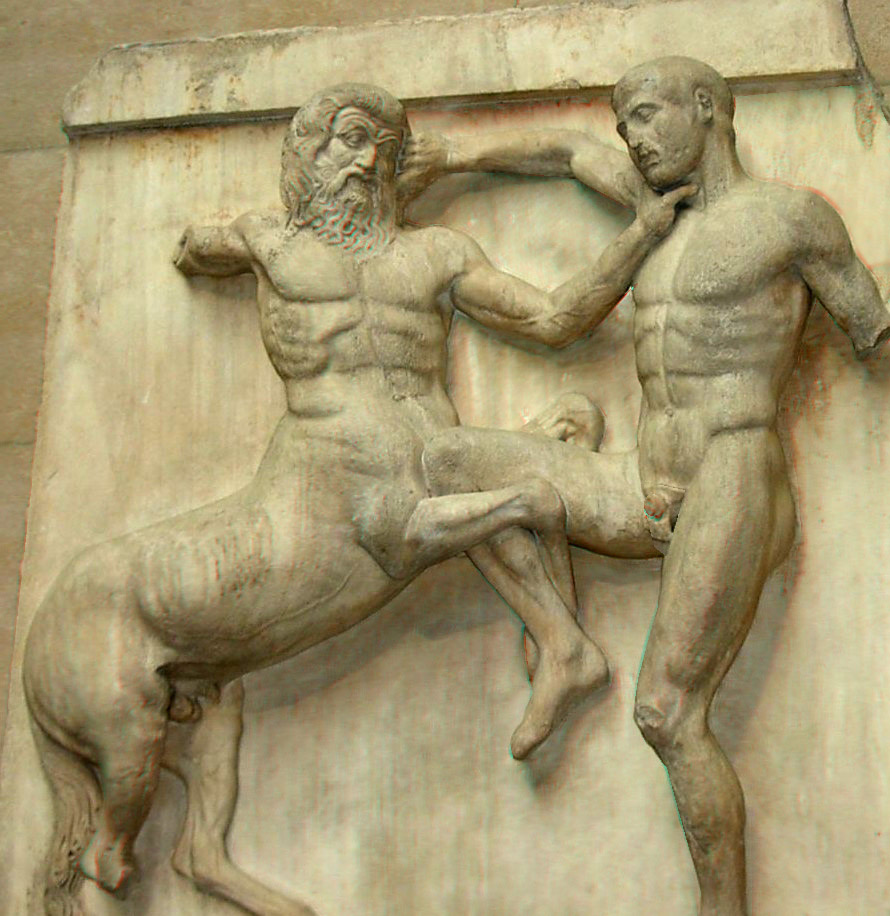
Metopa z Partenonu, centaur zabijający Lapitę (Muzeum Brytyjskie, Londyn)

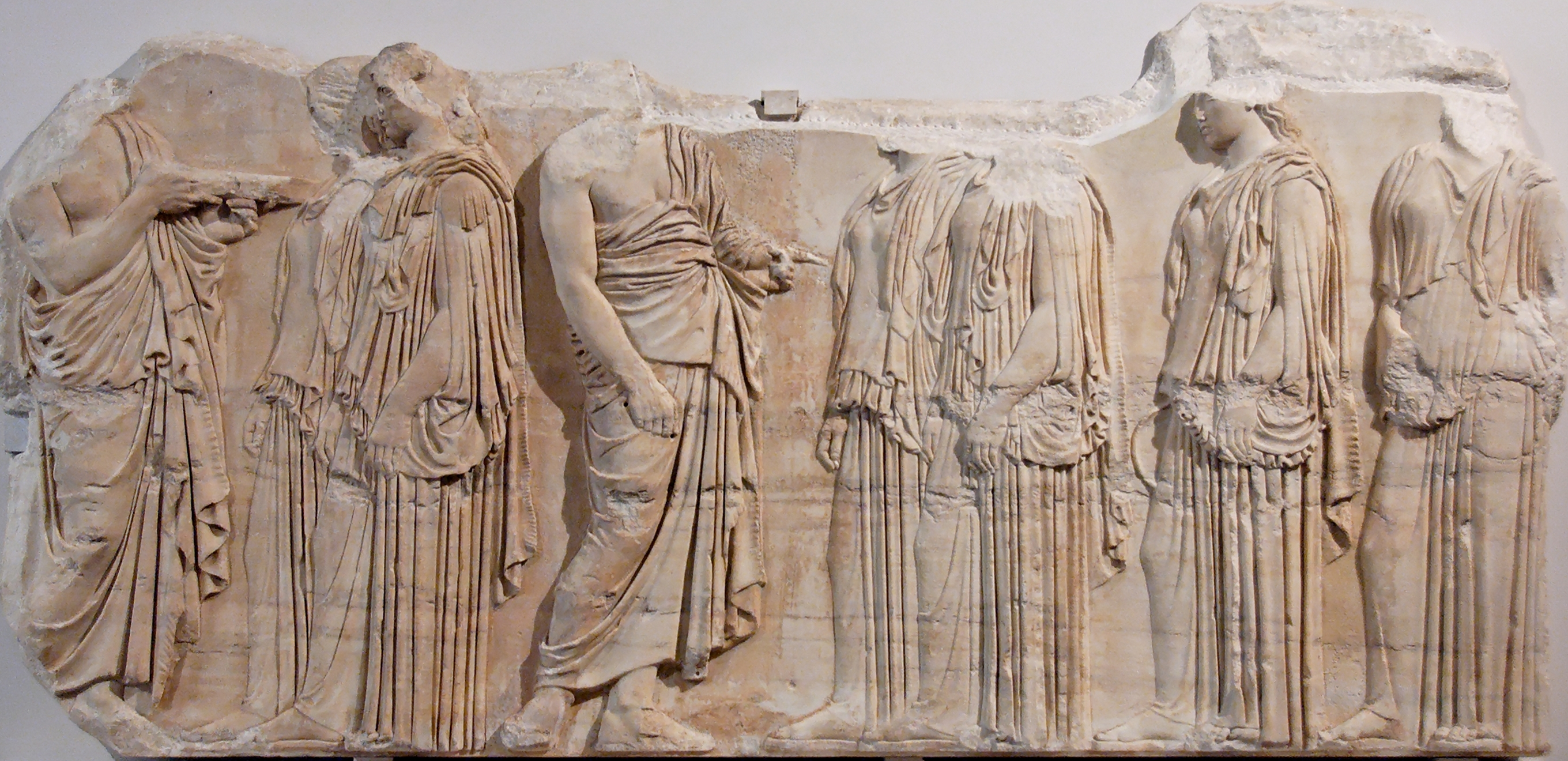
Procesja panatejska, fragment fryzu z 445 – 438 p.n.e. (Luwr, Paryż)

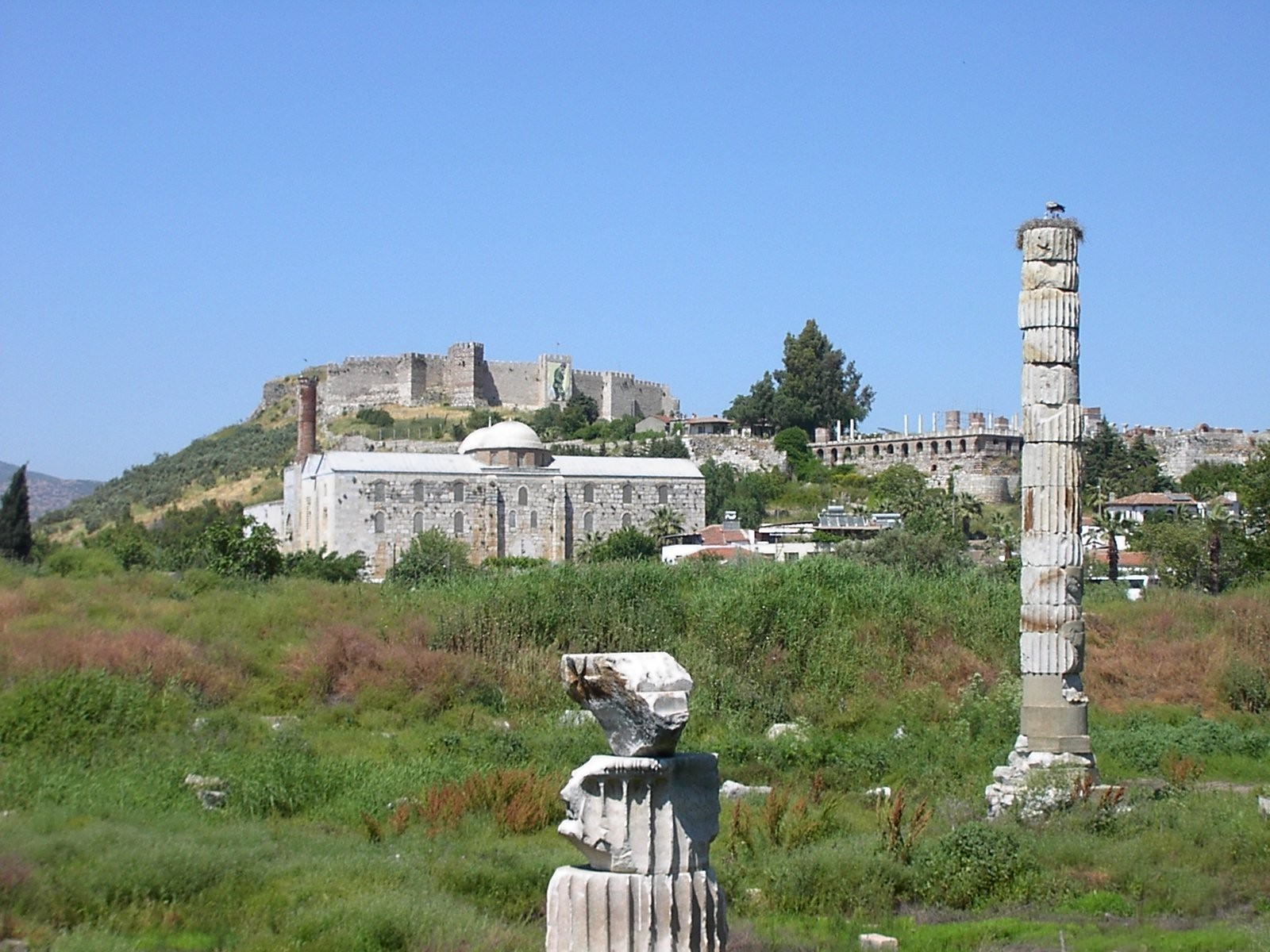
Ruiny świątyni Artemidy w Efezie

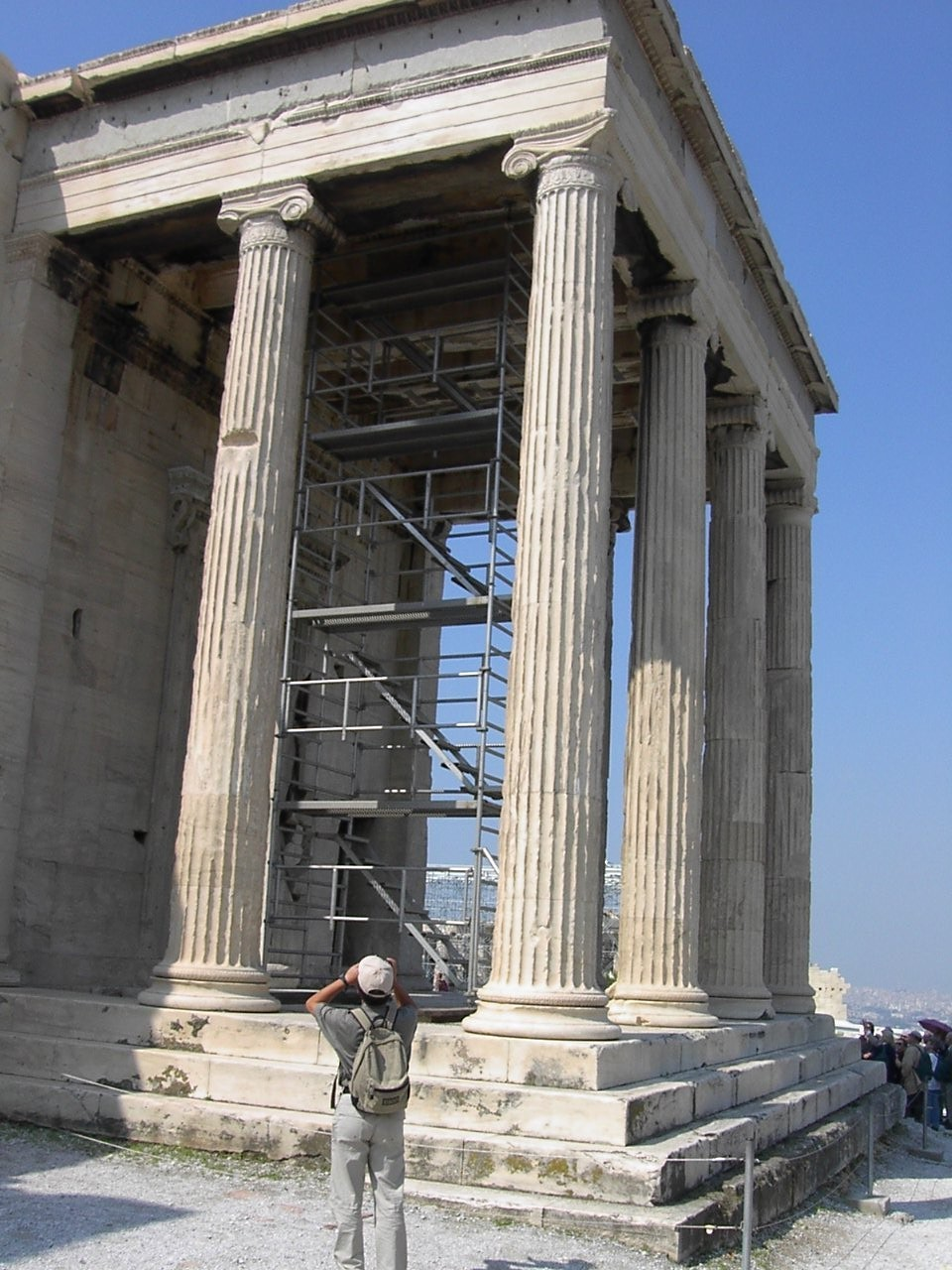
Erechtejon, joński portyk, Ateny

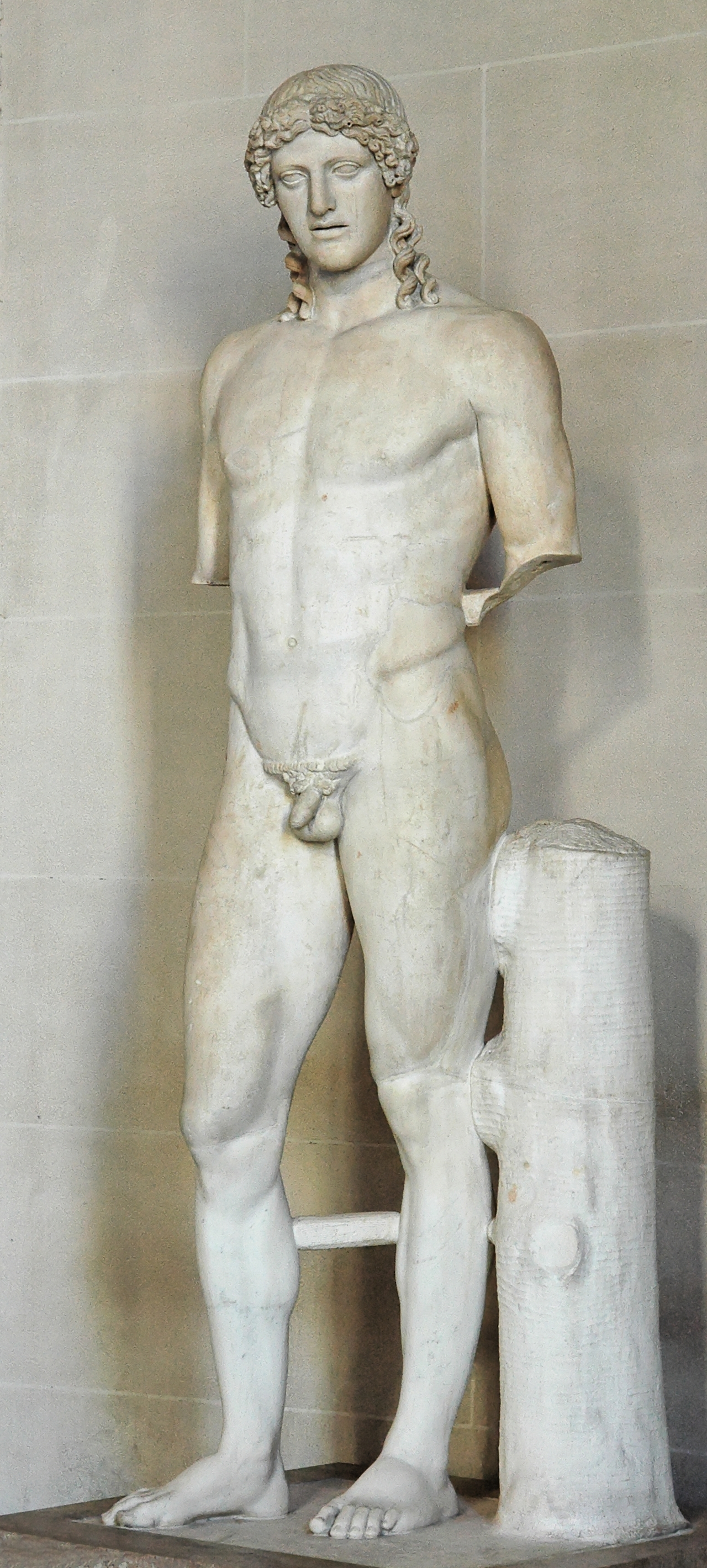
Apollo z ok. 450 p.n.e., rzymska kopia rzeźby

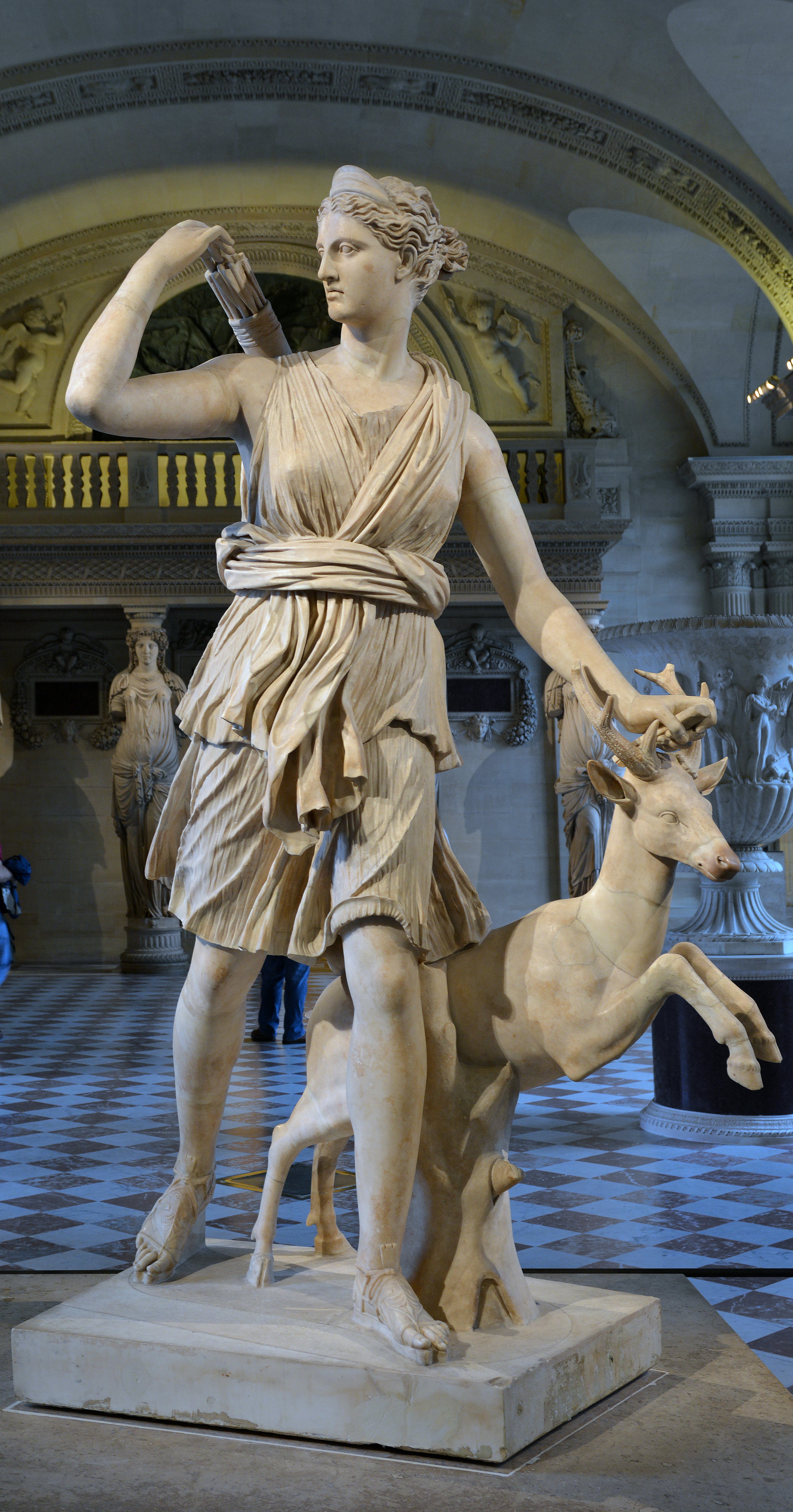
Artemida z Luwru ok. 350 p.n.e., rzymska kopia rzeźby Leocharesa

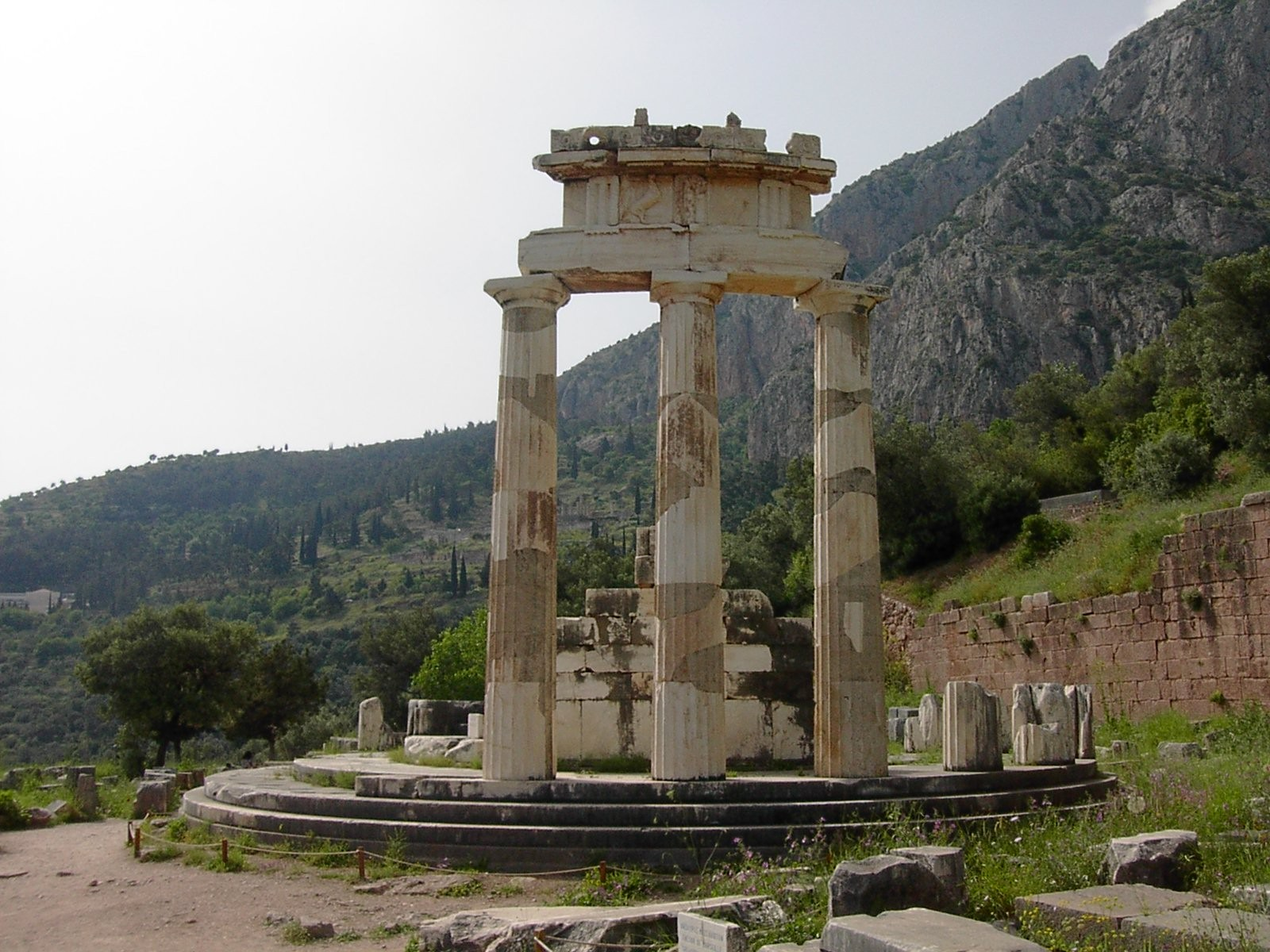
Delficka świątynia Ateny w kształcie tolosu, nazywany też Marmara

Okres klasyczny w sztuce starożytnej Grecji – drugi z etapów rozwoju sztuki na obszarach zamieszkanych przez ludy greckie, należących głównie do basenu Morza Egejskiego. Jako cezura początkowa dla tego okresu przyjmowana jest data bitwy pod Salaminą (480 p.n.e.), a jako końcowa – śmierć Aleksandra Macedońskiego (323 p.n.e.).
Całość tej epoki umownie dzielona jest na trzy fazy:
- okres wczesnoklasyczny (480–445 p.n.e.) – związany przede wszystkim z rozpoczętą po II wojnie perskiej odbudową Aten
- okres klasyczny – związany z działalnością Peryklesa, czyli akmé[2]
- okres późnoklasyczny – obejmujący czasy po zakończeniu wojen peloponeskich i włączenia Grecji do imperium Aleksandra Wielkiego.

## Okres wczesnoklasyczny (480–445 p.n.e.)
Po zwycięstwie pod Salaminą doniosłe znaczenie w rozwoju sztuki zyskały  Ateny, zwłaszcza za rządów Peryklesa, który zapoczątkował odbudowę i rozbudowę Aten (głównie Akropolu). Odbudową kierował Fidiasz, projektantami i wykonawcami budowli byli: Iktinos, Mnesikles i Kallikrates.

### Architektura i urbanistyka
Podczas odbudowy zniszczonych miast stosowano prostokątną siatkę ulic. Przestrzegano zasady rozdziału dzielnic mieszkalnych, handlowych i reprezentacyjnych. Domy mieszkalne, których najważniejszą częścią był perystyl, budowano na planie prostokąta, wpisując je w wydzieloną działkę. Najważniejszym miejscem, wokół którego koncentrowała się zabudowa, była agora. Oprócz reprezentacyjnej agory w centrum miasta wznoszono również (przeważnie na obrzeżach zwartej zabudowy) agorę handlową.
W okresie wczesnego klasycyzmu (do 445 p.n.e.) w sztuce greckiej udoskonalono dwa podstawowe porządki: dorycki i joński. Do najlepiej zachowanych zabytków z V wieku p.n.e. należy dorycka świątynia Ateny w Syrakuzach (z 480 p.n.e.), świątynia Zeusa w Akragas (Agrygent) na Sycylii, zbudowana w latach 460–450 p.n.e., oraz skarbiec Ateńczyków w Delfach wzniesiony w postaci templum in antis (ufundowany dla uczczenia zwycięstwa nad Persami).
Do ważnych zabytków tego okresu zalicza się także świątynię Zeusa w Olimpii, powstałą w latach 468–456 p.n.e. Jest ona najstarszym znanym przykładem przełamania dotychczasowej zasady symetrii i frontalizmu w dekoracji tympanonów. Na przyczółku wschodnim, w scenie przygotowania do wyścigów rydwanów, postać Zeusa umieszczono frontalnie, w centrum kompozycji, podczas gdy pozostałe postacie rozmieszczono symetrycznie. W dekoracji przyczółka zachodniego nie uwzględniono tych zasad: w wyobrażonej na tympanonie scenie walki Lapitów z centaurami, centralną postać Apollina wprawdzie ukazano frontalnie, ale ze zwrotem głowy postaci (bóg spoglądał i wskazywał ręką na prawą część kompozycji). Pozostałe postacie zostały rozmieszczone symetrycznie, ponieważ ich pozy i gesty wynikały z przedstawienia akcji. Indywidualizm w przedstawianiu twarzy, gestów, mimiki, strojów, realizm przedstawianej muskulatury ciała, podkreślenie ruchu układem szat – odbiegały od dekoracji okresu archaicznego. Nowością było także powiązanie tematyczne dekoracji z historią regionu. Zasada przeciwstawienia spokojnej akcji na przyczółku wschodnim do dynamicznej sceny rozgrywanej na przyczółku zachodnim została przyjęta przy budowie innych świątyń greckich.

### Rzeźba
W latach poprzedzających dobę Peryklesa utrwaliły się zapoczątkowane wcześniej kierunki rozwoju sztuki, dążące do przedstawień postaci w sposób dynamiczny, ekspresyjny, w chwili poprzedzającej zdarzenie lub bezpośrednio po nim – dotychczasowe frontalne i statyczne wyobrażenia postaci wypierane były przez rzeźby powstające zgodnie z zasadą kontrapostu. Posągi wykonywano z dużą precyzją, miękką linią w opracowaniu detali, starannym oddaniem układu ciała, muskulatury, wyrazu twarzy oraz układu szat. Pojawiło się także zapotrzebowanie na portret, wskutek czego powstawały syntetyczne wizerunki myślicieli, filozofów, polityków. Miały one charakter idealizujących przedstawień, oddających mądrość przywódców czy przenikliwość filozofów. Jako materiał w rzeźbie powszechnie stosowano marmur (wcześniej częściej używano miękkiego kamienia), doskonalono również techniki odlewnicze.
Różnorodność stwarzała też udoskonalona przez Fidiasza technika chryzelefantynowa, polegająca na okładaniu drewnianych posągów bóstw płytkami ze złota (ubiór) i kości słoniowej (ciało). Do wybitnych przedstawicieli tego okresu należy Myron z Eleuterai (twórca Dyskobola oraz grupy Atena i Marsjasz), uważany za jednego z prekursorów realizmu w sztuce greckiej. W jego pracach widoczna jest znakomita znajomość anatomii. Przełamując typową statyczność archaicznych posągów, twórca podkreślał muskulaturę ciała właściwą dla uchwyconego ruchu, zachowywał proporcje.

### Malarstwo
W malarstwie monumentalnym Polignot z Tazos wzbogacił dotychczas używaną paletę barw (kolory: biały, czarny i czerwony) o kolor żółty oraz zastosował wieloplanowość w komponowaniu scen, próbując oddać w ten sposób perspektywę. Na jego obrazach postacie pierwszoplanowe umieszczone były w dolnym rzędzie, kolejne plany rozbudowywał w górnej części obrazu. Był twórcą takich kompozycji jak: Iliuperis, czyli Zburzenie Troi, Nejyja – Zejście Odyseusza do Hadesu. Twórczość Polignota znana jest z opisów literackich i powstałych pod wpływem jego malarstwa dekoracji waz. W ceramice kontynuowano malarstwo czerwonofigurowe w tzw. stylu swobodnym, czerpiąc tematykę i technikę ujęć przestrzennych z malarstwa monumentalnego. Nadal stosowano także świadomą archaizację w tzw. stylu surowym.

## Okres klasyczny, rządy Peryklesa (445–404 p.n.e.)

### Architektura
Podczas odbudowy Akropolu, oprócz stosowanego wcześniej porządku doryckiego, zastosowano elementy porządku jońskiego. Po raz pierwszy na Akropolu, przy budowie Partenonu (447–432 p.n.e.) zastosowano cztery jońskie kolumny w pomieszczeniu zwanym opistodomos. Innym elementem jońskim był fryz ciągły, tzw. procesja panatejska, dekorująca ściany wewnątrz celli. Krzywizny pionowe i poziome korygowały zniekształcenia powstające przy oglądaniu budowli. Są to, stosowane już w okresie archaicznym, wybrzuszenie stylobatu i belkowania, nachylenie ku środkowi kolumn i zastosowanie entazis (lekkiego wybrzuszenia kolumn w dwóch piątych wysokości).
Podobne rozwiązania zastosowano w zbudowanej w latach (445–425 p.n.e.) świątyni poświęconej Atenie i Hefajstosowi, zwanej Tezejonem (od dekoracji metop ukazującej czyny Tezeusza). Przy budowie jońskiego Erechtejonu (421-406 p.n.e.) zastosowano w południowym portyku kariatydy zamiast kolumn. Rozwiązanie tej świątyni, złożonej z trzech połączonych ze sobą obiektów, rozplanowanych na terenie o zróżnicowanej wysokości, uważane jest za wzór doskonałości zastosowania porządku jońskiego. W doryckich Propylejach (437-432 p.n.e.) przy budowie wewnętrznej kolumnady zastosowano porządek joński.
Innym przykładem łączenia różnych porządków architektonicznych jest zbudowana przez Iktinosa, w 420 p.n.e. świątynia Apollina w Bassai. Architekt użył kolumn w porządku doryckim – do kolumnady zewnętrznej, wewnątrz celli zastosował półkolumny jońskie wydzielające wnęki (zamiast tradycyjnie stosowanych naw bocznych) i jednej kolumny korynckiej oddzielającej adyton od pomieszczenia celli. Jest to najstarszy znany przykład zastosowania porządku korynckiego w architekturze starożytnej Grecji. Całości dopełnia fryz ciągły z przedstawieniami walk centaurów i Amazonek.
W tym czasie powstał pierwszy kamienny teatr w Atenach, zwany teatrem Dionizosa.

### Rzeźba
W płaskorzeźbie osiągnięto pełnię greckiej doskonałości wyrażającą się w podporządkowaniu szczegółów całości kompozycji. Płaskorzeźby były wykonywane z dużą dbałością o każdy detal, nawet od strony niewidocznej dla patrzącego. Rzeźby w tympanonie były ponadnaturalnej wielkości. Umożliwiało to dokładne poznanie ukazywanej historii.
Tematyka dekoracji nawiązywała do mitologii i miejscowej tradycji. Nowością zastosowaną przy budowie Partenonu było odchylenie postaci od głównej osi i zerwanie z tradycją umieszczania głównego bohatera w centrum sceny. W kompozycji fryzu wewnątrz świątyni zachowany jest charakterystyczny dla sztuki greckiej rytm, harmonia, symetria. Została przełamana dotychczasowa zasada braku fizycznego kontaktu pomiędzy poszczególnymi postaciami. Wyraźniejsza jest ekspresja, ruch, ukazane są uczucia poszczególnych osób. W sposób realistyczny została ujęta budowa ciała. Dotyczy to także przedstawień kobiet.
Przy dekoracji Partenonu po raz pierwszy został zastosowany tzw. styl mokrych szat – mojry na przyczółku wschodnim, obecne przy narodzinach Ateny, pokazano w szatach przylegających do ciała. Dzięki temu artysta mógł ukazać jego piękno. Dekoracja przez pogłębienie fryzu stała się tym samym bardziej plastyczna.
Inna technika została zastosowana przy wykonaniu reliefu zdobiącego Erechtejon. Użyto dwóch rodzajów marmuru w kolorach szarym – dla tła i białym – do wyrzeźbienia postaci. Dzięki temu uzyskano nowe efekty kolorystyczne. Przy budowie balustrady ogradzającej świątynię Nike Bezskrzydłej – Apteros zastosowano dekorację, w której ukazano bogów w niespotykanych wcześniej pozach, uchwyconych podczas wykonywania codziennych czynności, w nastrojach nieobcych zwykłym śmiertelnikom. Np. Nike rozwiązująca sandał z balustrady świątyni czy też relief z ok. 460 p.n.e., zwany Atena zadumana, ukazujący zamyśloną boginię z głową wspartą na włóczni.
W dekoracji zdobiącej najprawdopodobniej tron posągu, nieznany z imienia artysta ukazał narodziny Afrodyty, przedstawiając w reliefie najstarszy znany akt kobiecy w sztuce greckiej – postać flecistki z płyty bocznej tronu. Innym niespotykanym wcześniej zjawiskiem jest pierwsza próba ukazania pejzażu: pod stopami niewiast towarzyszących Afrodycie wyrzeźbiono kamyki. Płaskorzeźba datowana na ok. 460 p.n.e. znana jest też jako Tron Ludovisi (od miejsca znalezienia w rzymskiej Villa Ludovisi).
Nawiązującym do ówczesnych wydarzeń tematem dekoracji świątyni Nike Bezskrzydłej była wojna stoczona z Persami. Relief ukazywał przygotowania do ofiary z okazji zwycięstwa i jej składanie. Rozwiązania zastosowane przy budowie Akropolu (zwłaszcza w układzie fryzów w Partenonie, Erechtejonie i świątyni Nike) naśladowali inni artyści.
Do wybitnych twórców rzeźby monumentalnej należeli Fidiasz i Poliklet. Największą sławą cieszył się pierwszy z nich, który potrafił posługiwać się różnymi technikami. Jego dzieła to statyczne, pełne majestatu, monumentalne posągi bóstw. Cechowało je znakomite wyczucie proporcji i mistrzostwo wykonania. Jedno z dzieł – Zeus wykonany dla świątyni w Olimpii, zaliczono do siedmiu cudów świata.
Poliklet z Argos, znany także z opracowania matematycznego kanonu ciała ludzkiego, przeszedł do historii jako twórca posągów atletów z brązu. Stworzył nowy schemat kompozycji ciała ludzkiego. Jego rzeźby ukazują postacie w pozycji tzw. kontrapostu. Cechuje je oparcie ciężaru ciała na jednej, wysuniętej do przodu nodze. Noga druga, wsparta na palcach, pozostaje rozluźniona. Podobnie ręce – przy obciążeniu nogi prawej, lewa ręka wykonuje jakąś czynność, a prawa jest opuszczona swobodnie. Linia kręgosłupa tworzy lekko skrzywioną esowatą linię. Takie asymetryczne komponowanie postaci pozwoliło Polikletowi na ekspozycję muskulatury w obciążonych partiach ciała i przeciwstawienie im zarysu mięśni w spoczynku. W posągach kobiecych Poliklet skrócił szaty do wysokości kolan oraz w posągach Amazonek obnażył piersi. Jego sposób ukazywania postaci wraz z matematycznym określeniem proporcji ciała stał się wzorem do naśladowania dla późniejszych twórców.
Styl mokrych szat stosowany był także w rzeźbie pełnej. Przykładem takiego ukazania postaci jest posąg lecącej Nike odnaleziony w Olimpii. To dzieło Pajoniosa z Mende z ok. 420 p.n.e. przedstawia boginię odzianą w szaty rozwiane wiatrem, przylegające mocno do ciała. Posąg ustawiony był na postumencie o wysokości 10 m. W ten sposób artysta osiągnął efekt „sfruwania” bogini z Olimpu.
Rozwój rzeźby wpłynął na architekturę grobową. Stele nagrobne zdobione były wyidealizowanymi wizerunkami zmarłych. Na grobach pod koniec V wieku p.n.e. stawiano małe świątyńki wzorowane na architekturze sakralnej.

### Malarstwo
Malarstwo drugiej połowy V wieku p.n.e. zostało wzbogacone o nowy sposób przygotowywania farb, polegający na mieszaniu barwników z żółtkiem jaj. Wprowadzenie tej techniki przypisywane jest Agatarchosowi z Samos, zwanemu też Skenografos. Malarz ten przygotowywał dekoracje malarskie dla Ajschylosa. Perspektywę osiągał przy pomocy ustawionych w kilku poziomach ekranami z przedstawieniami figuralnymi. Postacie były rysowane przy użyciu kreski. Ten sposób uzyskania perspektywy nazwano skenografią.
Ateński malarz Apollodoros zastosował światłocień, jego obrazy wykonane barwnymi plamami, bez użycia tonów pośrednich, oglądane z oddalenia, stwarzały wrażenie trójwymiarowości. Perspektywa uzyskana przy zastosowaniu tej techniki nazywana jest skiagrafią. W malarstwie pojawił się pejzaż. W dziełach Agatarchosa występował on symbolicznie, zaznaczony jednym, charakterystycznym elementem. Apollodoros używał go jako tło do pokazania postaci. Trzech wielkich następców Apollodorosa rozwinęło i wzbogaciło skiagrafię. Byli to: Zeuksis z Heraklei, Parrasjos z Efezu i Timantes z Kyntos.
Tematyka malarstwa została wzbogacona o rodzajowe przedstawienia wątków mitologicznych, martwą naturę i erotyki. Sceny i postacie przedstawiane były realistycznie. Biegłość techniki pozwalał nawet na iluzjonizm. Do anegdoty należy opis zlatujących się ptaków do namalowanych przez Zeuksisa Winogron oraz reakcji ludzi na widok namalowanej draperii na ścianie – Zasłony Parrasjosa. Do najbardziej znanych obrazów Zeuksisa należy Rodzina centaurów, obraz namalowany dla Aten ukazujący wzajemne przywiązanie, uczucia rodzinne, ciepło. Parrasjos znany jest z alegorycznych przedstawień pojęć i uczuć. Tematyka dzieł Timantesa związana jest z mitologią, najbardziej znany jego obraz nosi tytuł Ofiara Ifigenii. Rosnące zainteresowanie malarstwem przejawiało się m.in. w organizowaniu publicznych wystaw, np. podczas igrzysk olimpijskich.
Wraz z doskonaleniem warsztatu malarstwa monumentalnego i sztalugowego zmiany zachodziły także w malarstwie wazowym. Przede wszystkim doskonalona była precyzja rysunku, proporcja i realizm ukazywania postaci. Malarstwo wazowe przejęło też swobodę kompozycji, ukazywanie przeżyć bohaterów malowanych scen. Cechy te reprezentowane były w malarstwie czerwonofigurowym oraz w polichromicznej dekoracji lekytów białogruntowanych (związanych z kultem zmarłych), wypartych pod koniec V wieku p.n.e. przez lekyty zdobione reliefami.

## Okres późnoklasyczny (404–323 p.n.e.)
Wojny peloponeskie przyczyniły się do osłabienia potęgi Aten. Osłabienie gospodarcze miało wpływ na rozwój sztuki tego rejonu. Jednocześnie nastąpiło znaczne ożywienie na obszarze Azji Mniejszej. Milet, Halikarnas, Efez to tylko niektóre z miast przeżywających w zmienionej sytuacji politycznej i gospodarczej swój renesans. Pod wpływem myśli filozoficznej Platona i Arystotelesa artyści przywiązywali coraz większą wagę do tego, co dotyczy spraw człowieka. Zmiany zachodzące w sztuce tego okresu nazywane są też często procesem laicyzacji. Faktycznie, nie wznoszono już tylu nowych świątyń a rzeźbiarze i malarze coraz częściej podejmowali tematykę życia codziennego.

### Architektura
Architekci w budowlach wznoszonych w porządku doryckim odchodzili od przestrzegania już niezrozumiałej dla nich zasady tryglifów, proporcje świątyń były smuklejsze a wnętrza bardziej dekoracyjne. Częstym elementem były półkolumny i kolumny o korynckich głowicach. Porządek joński przeżywał swój renesans. Pod wpływem architektury Wschodu zaznaczyła się tendencja wznoszenia budowli o gigantycznych rozmiarach, której przykładami były świątynia Artemidy w Efezie, odbudowana w 323 p.n.e. na miejscu spalonego w 356 p.n.e. Artemizjonu oraz świątynia Apollina w Didymie.
Upowszechnił się rzadko wcześniej stosowany typ budowli – tolos, wznoszony na planie koła w porządku doryckim lub jońskim otoczony zewnętrzną, zazwyczaj wykonaną w porządku korynckim, kolumnadą. Oprócz budowli sakralnych, na terenach Azji Mniejszej wznoszono monumentalne grobowce. Najbardziej znanym przykładem tego typu budowli był grobowiec władcy Karii Mauzolosa w Halikarnasie (Mauzoleum w Halikarnasie), zaliczony do siedmiu cudów świata.
Rozpowszechniono także poza terenami Jonii budowle świeckie pełniące funkcję propagandową, tzw. pomniki honoracyjne. Jedyny, zachowany na miejscu zbudowania, pomnik Lizykratesa w Atenach, to budowla w kształcie tolosu. Została ustawiona na 10-metrowym podium, otoczona półkolumnami w porządku korynckim i zwieńczona trójnogiem, trofeum w konkursie śpiewaczym. Lizykrates w ten sposób uczcił zwycięstwo swojego chóru w zawodach. W budownictwie świeckim wznoszono gmachy posiedzeń władz (np. Tersilion w Megalopolis), magazyny (np. Skeuoteka – arsenał floty ateńskiej w Pireusie), rozbudowano też teatr Dionizosa (338-326 p.n.e.) i zbudowano monumentalne teatry w Syrakuzach (ok. 400 p.n.e.) i w Epidauros (ok. 330 p.n.e.).

### Rzeźba
Do najwybitniejszych rzeźbiarzy okresu późnoklasycznego należą: Lizyp z Sykionu, Skopas z Paros, Praksyteles.
Praksyteles (370 – 330 p.n.e.) był twórcą wyrastającym z tradycji attyckich. Jego rzeźby to wizerunki „pięknych bogów”. Rzeźbiarz przedstawiał postacie greckich bogów jako młodych, pięknych osób o trochę sennym, zamyślonym spojrzeniu. Kompozycja dzieł Praksytelesa nawiązuje do kanonów Polikleta. Artysta nieco inaczej rozkładał ciężar ciała swoich postaci, przez co linia kręgosłupa została bardziej wygięta. Jednocześnie stosowane przez niego proporcje wysmuklały sylwetkę, miękka linia i dbałość o detal nadała jego dziełom elegancką formę pełną zmysłowego piękna. Uczłowieczonym wizerunkom greckich bogów nie była obca zabawa, zmęczenie, codzienne czynności (np. Afrodyta Knidyjska z ok. 360 p.n.e., ukazana w chwili poprzedzającej kąpiel lub wychodzenia z niej). Rzeźba ta, to pierwszy w sztuce greckiej akt bogini. Po jej wykonaniu, artysta został oskarżony o świętokradztwo. Jednocześnie posąg stał się najbardziej popularnym i najczęściej kopiowanym dziełem tego rzeźbiarza.
Lizyp (350 – 300 p.n.e.), nadworny portrecista Aleksandra Wielkiego przeszedł do historii jako najbardziej wszechstronny rzeźbiarz tego okresu. Mistrz techniki brązownictwa. Twórca nowego kanonu ciała ludzkiego o proporcjach smuklejszych niż kanon Polikleta, autor posągów atletów (np. „Apoksyomenosa”), herosów, bogów i ludzi. Wprowadził też wieloplanową kompozycję w rzeźbie. Kontrapost w jego dziełach jest mocniej zaakcentowany, praca mięśni ukazana bardziej realistycznie niż w dziełach Polikleta. Jednocześnie twarze rzeźbionych postaci ukazują ich stany psychiczne i fizyczne. Jest twórcą pomnika ukazującego dwudziestu pięciu dowódców poległych w bitwie nad Granikiem, licznych portretów Aleksandra Wielkiego, w tym pomnika przedstawiającego Aleksandra w scenie polowania na lwa.
Trzeci wielki rzeźbiarz i architekt tego okresu, Skopas (370 – 330 p.n.e.), przeszedł do historii jako twórca najbardziej ekspresyjnych w wyrazie postaci. Do jego ulubionych tematów należały dramatyczne chwile z życia bohaterów greckiej mitologii. Pozwalało to na ukazanie silnych doznań i gwałtowności ruchu. Znana z rzymskich kopii postać menady została pokazana w chwili ekstazy spowodowanej oszołomieniem winem, ziołami i silnym podnieceniem. Relief zdobiący świątynię Ateny Alea w Tegei opowiada o tragicznych losach Meleagra podczas łowów na dzika kalidońskiego, płaskorzeźby na ścianach Mauzoleum w Halikarnasie to sceny walki Greków z Amazonkami.
Oczywiście, wymienieni twórcy nie byli jedynymi znanymi rzeźbiarzami tego okresu. Leochares był autorem znanych z rzymskich kopii dzieł: Apollo Belwederski, Diana Wersalska. Lizystratos, brat Lizypa, rozwinął realistyczną sztukę portretową. Był inicjatorem tworzenia odlewów gipsowych portretowanych osób. Relief upowszechnił się w sztuce nagrobnej. Coraz częściej wykonywano sarkofagi skrzyniowe o ścianach zdobionych scenami o tematyce mitologicznej, batalistycznej lub związanych z obrzędami pogrzebowymi. Nadal wykonywano stele nagrobne zdobione płaskim reliefem. Nowością były marmurowe lekyty o wysokości ok. 2 m, o dekoracji rzeźbiarskiej. Ten typ pomników nagrobnych upowszechnił się w Attyce w IV wieku p.n.e., w III wieku p.n.e. nie był już spotykany.

### Malarstwo
Malarstwo w okresie późnego klasycyzmu osiągnęło swój szczytowy rozwój. Przyczyniła się do tego tzw. szkoła sykiońska wraz ze swoimi przedstawicielami: Pamfilosem, Melantiosem, Pauzjaszem i Apellesem oraz szkoła attycka, reprezentowana przez Eufranora, Nikiasza i Filoksenosa. Ten ostatni był twórcą obrazu bitwy pod Issos, znanej z kopii mozaikowej znalezionej w Pompejach.
Pamfilos, nauczyciel Apellesa i twórca szkoły sykońskiej był malarzem sięgającym do tematyki mitologicznej i historycznej. Przypisywana jest mu działalność, która doprowadziła do wprowadzenia nauki rysunku do szkół hellenistycznych. Imię Pauzjusza wiązane jest z opracowaniem techniki enkaustycznej, polegającej na zastosowaniu gorącego wosku do sporządzania farb. Farby te nakładano na gorąco, a następnie polerowano. Pozwalało to na osiągnięcie bogatszych efektów malarskich.
Najsławniejszy malarz tej epoki to Apelles z Kolofonu. Był znanym portrecistą, malarzem scen mitologicznych, historycznych i rodzajowych. Mimo stosowania czterech kolorów dążył do uzyskania pośrednich odcieni (słynne były jego odcienie bieli i różu). Nadworny malarz Aleksandra Wielkiego, specjalizował się w portretach znanych osób o pogłębionym studium psychologicznym postaci. Był malarzem realistycznym, twórcą licznych personifikacji pojęć (np. szczęście, potwarz). Najsłynniejszym jego dziełem była Afrodyta Anadyomene (wynurzająca się z morza) namalowana dla Kos.
Pod wpływem malarstwa kształtowała się też sztuka mozaikarska. Szczególny jej rozkwit nastąpił w Macedonii. W tamtejszych rezydencjach gliniane posadzki początkowo zdobiono i wzmacniano kamyczkami, które zaczęto układać początkowo w proste, geometryczne wzory. Z czasem tematyka została wzbogacona o sceny inspirowane innymi dziedzinami sztuki, przede wszystkim przedstawieniami malarskimi. W dekoracjach figuralnych najczęściej spotykane były sceny mitologiczne, batalistyczne, polowań i walki zwierząt.
W malarstwie ceramicznym połączono technikę czerwonofigurową z barwną polichromią szczegółów wykonywana w kolorach: białym, błękitnym, różowym i złotym (tzw. styl kerczeński). Rozwinęły się też ośrodki ceramiczne położone na południu Italii – w Kampanii, Lukanii i Apulii. Cechą charakterystyczną ceramiki produkowanej w tych ośrodkach była bogata ornamentyka, dążenie do przepychu w wieloosobowych kompozycjach burleskowych czy komediowych. Apulia zasłynęła z waz w stylu gnathia, pokrytych czarną polewą o jednostronnej dekoracji kontrastującej z tłem.